# Општина Малдарешти (Валча)
Малдарешти (рум. Măldăreşti) општина је у Румунији у округу Валча.
Oпштина се налази на надморској висини од 419 m.